# Luftangriff auf Sant Vicenç de Calders
Der Luftangriff auf Sant Vicenç de Calders traf einen Zug in Sant Vicenç de Calders, Katalonien, am 9. Oktober 1938. 60 Menschen kamen dabei ums Leben.

## Ausgangslage
1938 herrschte in Spanien Bürgerkrieg. Katalonien und seine Hauptstadt Barcelona standen auf der Seite der Republikaner. Die Faschisten unterhielten Luftstützpunkte auf den Balearischen Inseln.
Ein Personenzug war von Tarragona nach Barcelona auf der Bahnstrecke Barcelona–Valencia unterwegs. Die Personenwagen hatten Holzaufbauten.

## Bombardierung
Bei dem Luftangriff wurde der Zug von den Fliegerbomben eines einzelnen Flugzeugs, das von See kam, getroffen und der Zug anschließend noch durch das Flugzeug beschossen. Sechs Personenwagen wurden zerstört. Nach anderen Angaben wurde der Zug durch die Bomben eines Flugzeugs, das in großer Höhe flog, getroffen.

## Folgen
60 Menschen starben, mehr als 100 wurden darüber hinaus verletzt. Viele Menschen starben in der anschließend ausbrechenden Panik und wurden niedergetrampelt.